# Biagio Marin
Biagio Marin (* 29. Juni 1891 in Grado; † 24. Dezember 1985 ebenda) war ein italienisch-österreichischer Dichter. Vor allem durch seine im Gradeser Dialekt verfassten Gedichte ist er in ganz Italien sehr bekannt geworden. Des Weiteren verfasste er viele Poesien auf Italienisch und Deutsch.

Das Biagio-Marin-Denkmal im Parco della Rose in Grado

## Leben
Biagio Marin wurde am 29. Juni 1891 in Grado geboren, das damals noch zur österreich-ungarischen Monarchie gehörte. Da seine Mutter schon in seinen Kindesjahren starb, wurde Biagio Marin hauptsächlich von seiner Großmutter aufgezogen.
Er besuchte das Staatsgymnasium in Görz, in dem bilingual in Italienisch und Deutsch unterrichtet wurde. Dort begann er seine ersten literarischen Texte in Deutsch und Italienisch zu verfassen.
1911 begann er in Florenz zu studieren. Während seiner Studienzeit lernte er Scipio Slataper, Umberto Saba  und Virgilio Giotti kennen. Mit ihnen gehörte er zum Autorenkreis der Zeitung La Voce. In dieser Zeitung veröffentlichte Biagio Marin seine ersten Gedichte und Poesien auf Gradesisch (Graisan). Nach nur einem Jahr in Florenz zog er nach Wien, wo er für 2 Jahre Philosophie studierte. Doch nach 2 Jahren in Wien kehrte er nach Florenz zurück. Dort heiratete er 1914 Pina Marini. Nach den Ereignissen von Sarajewo wurde Biagio Marin von der Italienischen Armee eingezogen und im Krieg gegen Österreich-Ungarn eingesetzt. Während dieser Kämpfe infizierte er sich mit Tuberkulose. Nach Kriegsende nahm Marin sein Philosophiestudium wieder auf, welches er mit Promotion in Rom beendete.
Nach seinem Studium lehrte er an der Scuola Magistrale in Gorizia Philosophie, die er allerdings nach einem Streit mit dem örtlichen Klerus verließ. Daraufhin arbeitete Biagio Marin 14 Jahre lang als Direktor der Bäder- und Kurgesellschaft von Grado. Von 1938 bis 1941 arbeitete er als Lehrer für Literatur, Philosophie, Geschichte in Triest. Im Jahre 1941 gab er seine Lehramtstelle auf, um das Amt des Bibliothekars der Assicurazioni Generali in Triest auszuüben. Dieses Amt hatte er bis 1956 inne. Am 25. Juli 1943 fiel sein Sohn Falco Marin während des Zweiten Weltkriegs in Slowenien.
1968 zog sich Biagio Marin in sein Haus am Strand in Grado zurück. In dieser Zeit widmete er sich wieder intensiver seinen Poesien. Allerdings verschlechterte sich sein Sehvermögen nur kurz nach der Rückkehr nach Grado sehr, und so war Biagio Marin bis zu seinem Tod fast vollständig blind und taub. 1982 wurde er mit einem Antonio-Feltrinelli-Preis ausgezeichnet.
Am 24. Dezember 1985 verstarb Biagio Marin in Grado. Seine private Bibliothek vermachte er der Stadtbücherei von Grado.

## Werke
Biagio Marin verfasste seine Poesien und Geschichten auf Gradesisch, einem fast ausschließlich in Grado gesprochenen Dialekt. Allerdings schrieb er viele seiner Werke bilingual, da er fließend Deutsch sprach. Viele seiner Werke thematisieren das tägliche Leben sowie die Landschaft in der Nähe von Grado. Ihn inspirierte das Meer, welches eine tragende Rolle in seinen Werken einnimmt.
Biagio Marin wurde für seine Werke vielfach mit literarischen Preisen ausgezeichnet. Die bekanntesten Auszeichnungen sind der Bagutta und der Viareggio. 1981 war Biagio Marin für den Nobelpreis für Literatur nominiert.
Zu seinen Ehren tragen der Rathausplatz (Piazza Biagio Marin) und das Auditorium (Auditorio Biagio Marin) seinen Namen.

### Poesien
- Fiuri de tapo, 1912
- La girlanda de gno suore, 1922
- Canzone piccole, 1927
- I canti de l'Isola, 1951
- Sénere colde, 1953
- Trìstessa de la sera, 1957
- L'estadela de S. Martin, 1958
- El fogo del ponente, 1959
- Solitàe, a cura di P.P. Pasolini, 1961
- I mesi dell'anno, 1961
- 12 poesie, 1962
- Elegìe istriane, 1963
- Il non tempo del mare, 1912-1962, 1964 Premio Bagutta (1965)
- Dopo la longa ìstae, 1965
- Elogio delle conchiglie, 1965
- La poesia è un dono, 1966
- E! mar de l'eterno, 1967
- Quanto più moro, 1969
- La vose de le scusse, 1969
- El picolo nio, 1969
- La vita xe fiama. Poesie 1963-1969, 1970
- I canti de l'Isola, 1912-1969, 1970
- Le litanie de la Madona, 1970
- El vento de l'Eterno se fa teso, 1974
- A sol calao, 1974
- El crìtoleo del corpo fracasao, 1976
- Pan de pura farina, 1977
- Stele cagiùe, 1977
- In memoria, 1978
- Nel silenzio più teso, 1980
- E anche il vento tase, 1982
- La vose de la sera, 1985

### Prosa
- Grado l'isola d'oro, 1955
- Gorizìa la città mutilata, 1956
- I delfini - Slataper, 1965
- Strade e rive di Trieste, 1967